# Галле (город, Шри-Ланка)
Га́лле (произносится как Голль, Гале или Галла) (синг. ගාල්ල  [ɡaːlːə]) — город и порт на юго-западе Шри-Ланки, столица Южной провинции. Население — 104,2 тыс. человек (2002). Связан железной дорогой с Коломбо и Матарой.

## Промышленность
Развита пищевая (в том числе рыбная), стекольная и текстильная промышленность.

## История
Историк Джеймс Эмерсон Теннент считал, что Галле соответствовал ветхозаветному городу Таршиш, из которого царь Соломон вывозил ланкийские самоцветы и слоновую кость. Город был крупным центром торговли — здесь вели свои дела персидские, греческие, римские, арабские, малайские и индийские купцы.
К моменту появления португальцев (в 1505 году) город назывался Гимхатиффа. В 1640 году на смену португальцам пришли голландцы. Они построили (к 1663 году) гранитный форт Галле (входит в список Всемирного наследия ЮНЕСКО) — крупнейшую сохранившуюся до настоящего времени крепость в Азии, созданную европейскими колонизаторами. В 1796 году город захватили англичане. При британском господстве роль Галле как портового города значительно упала, поскольку новые хозяева острова предпочли развивать порт Коломбо.
Город сильно пострадал во время цунами 26 декабря 2004 года. Погибло несколько тысяч человек. Однако к настоящему моменту город практически полностью восстановлен, спад в туристической отрасли сменился новым подъёмом.

## Достопримечательности
Является одним из главных центров туризма страны. Из достопримечательностей города, помимо форта Галле, можно отметить собор Св. Марии (построен иезуитами) и многочисленные индуистские и буддийские храмы.

## Галерея

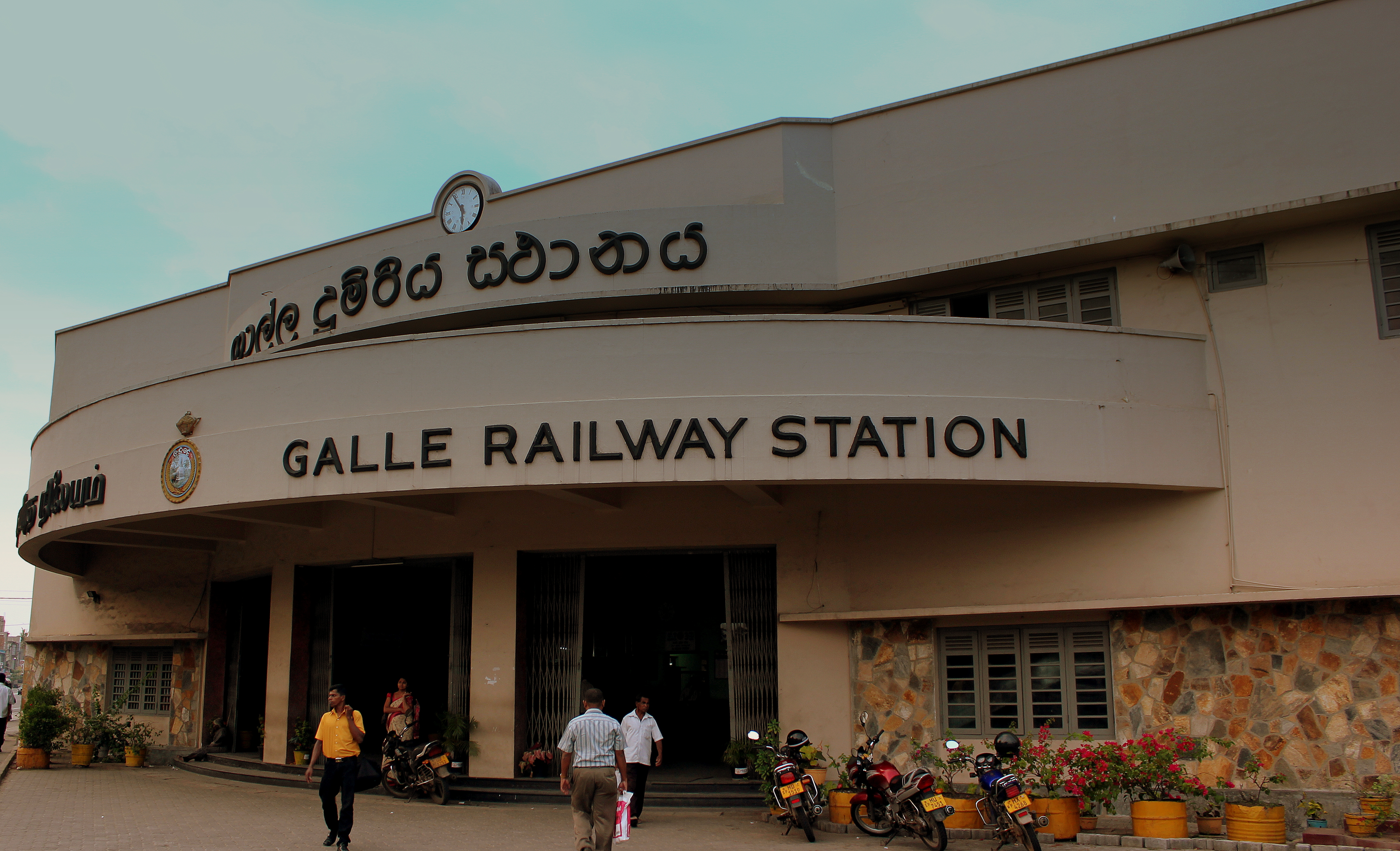
Вокзал
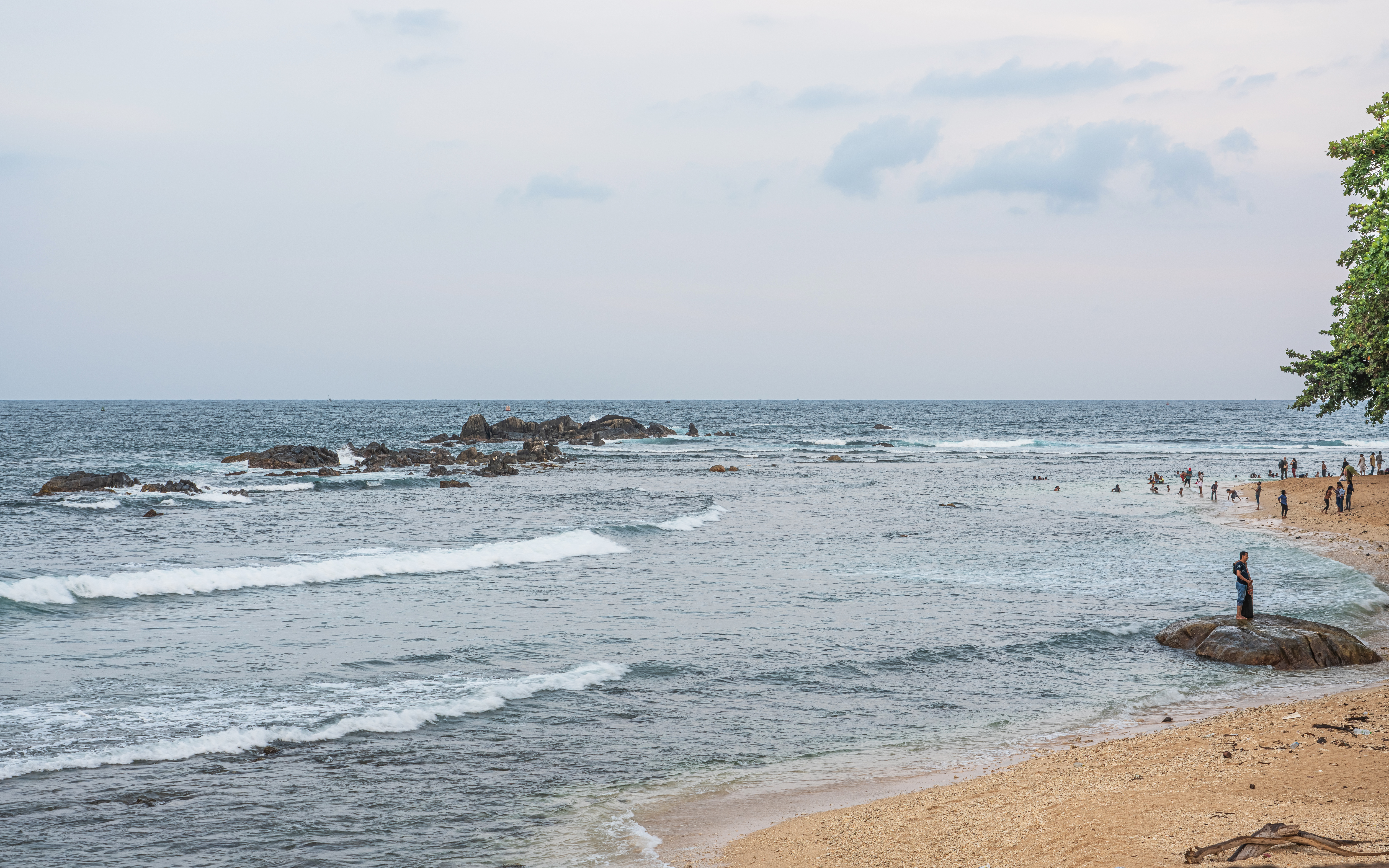
Пляж около форта
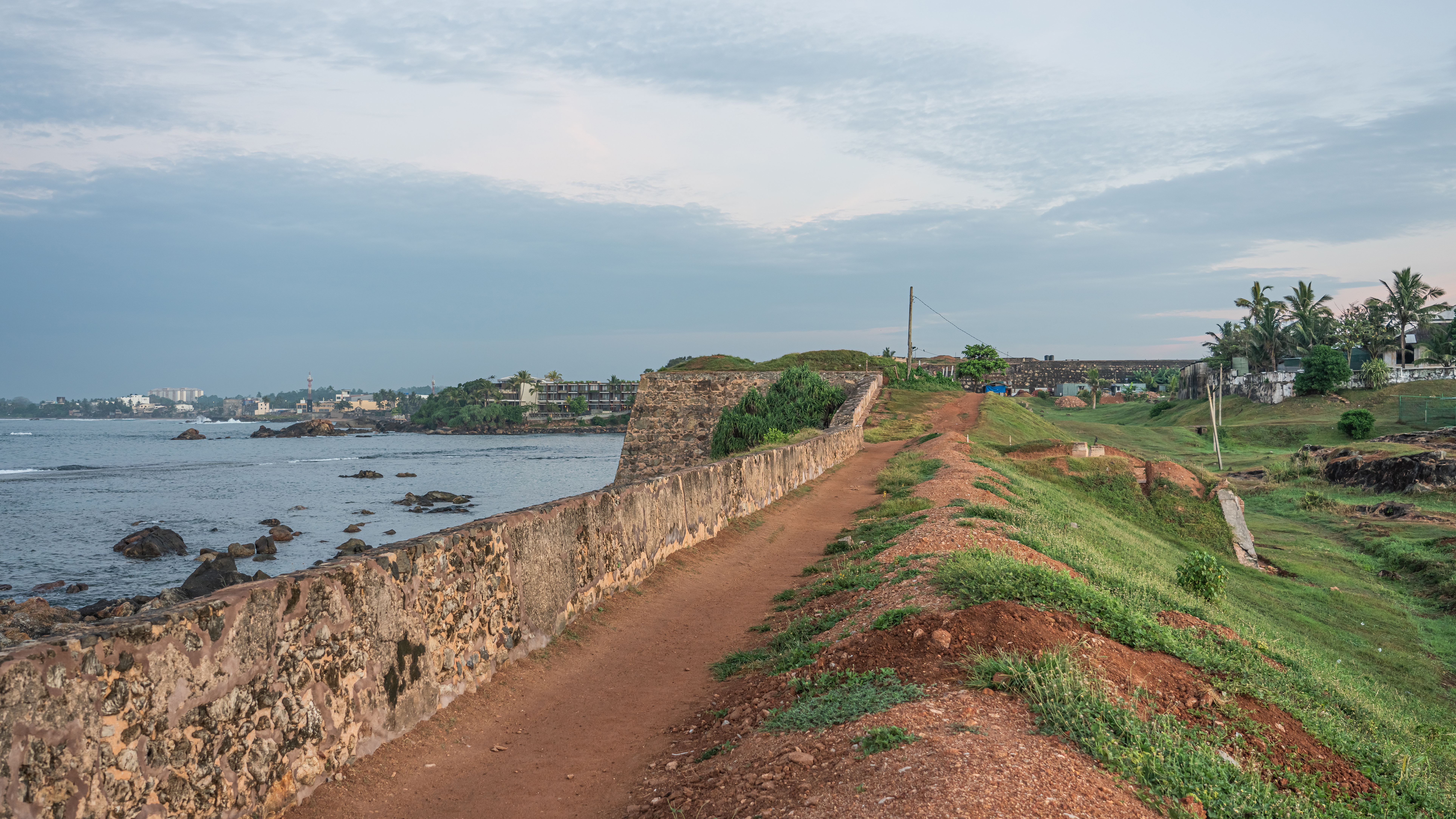
Земляной вал и один из бастионов
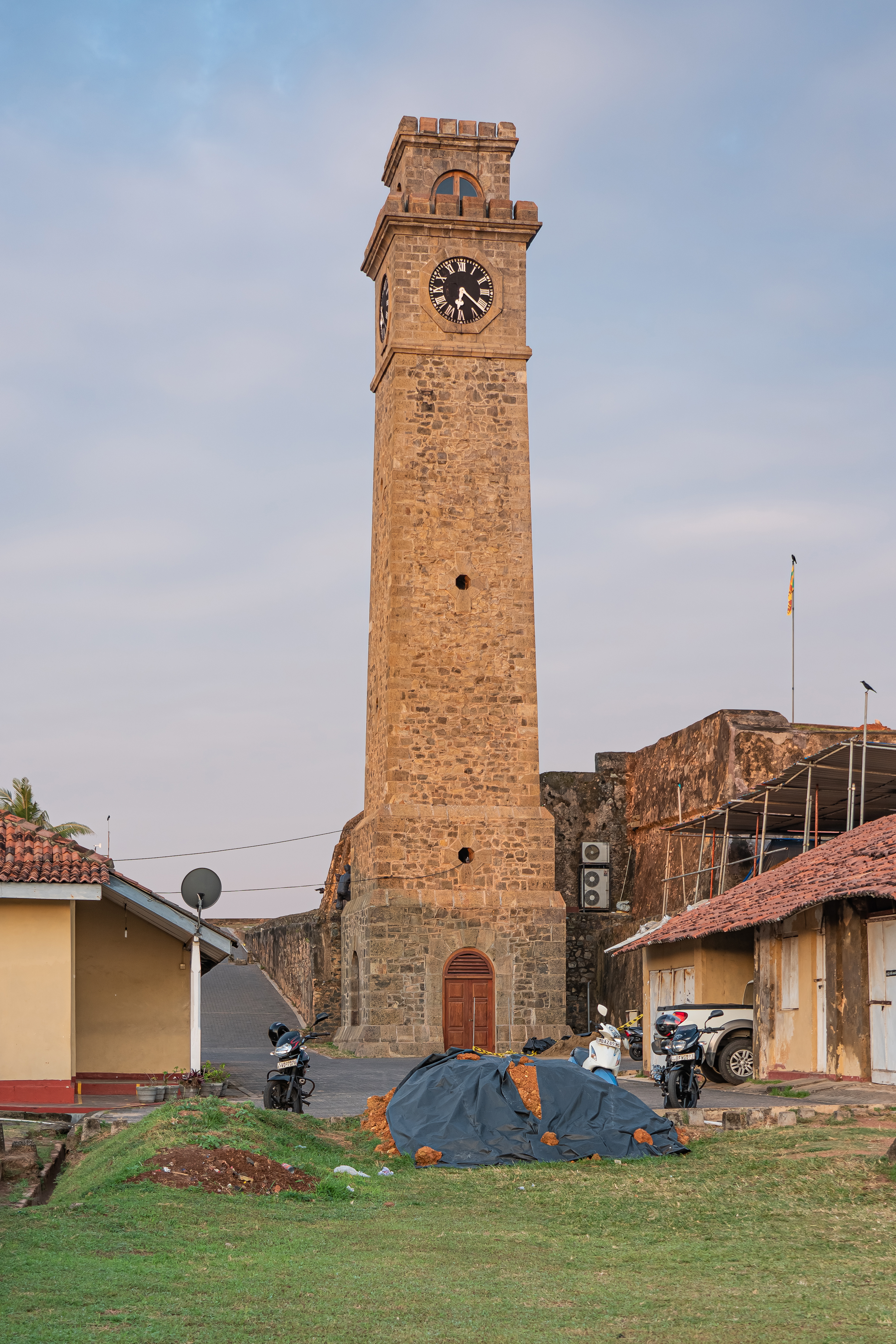
Часовая башня
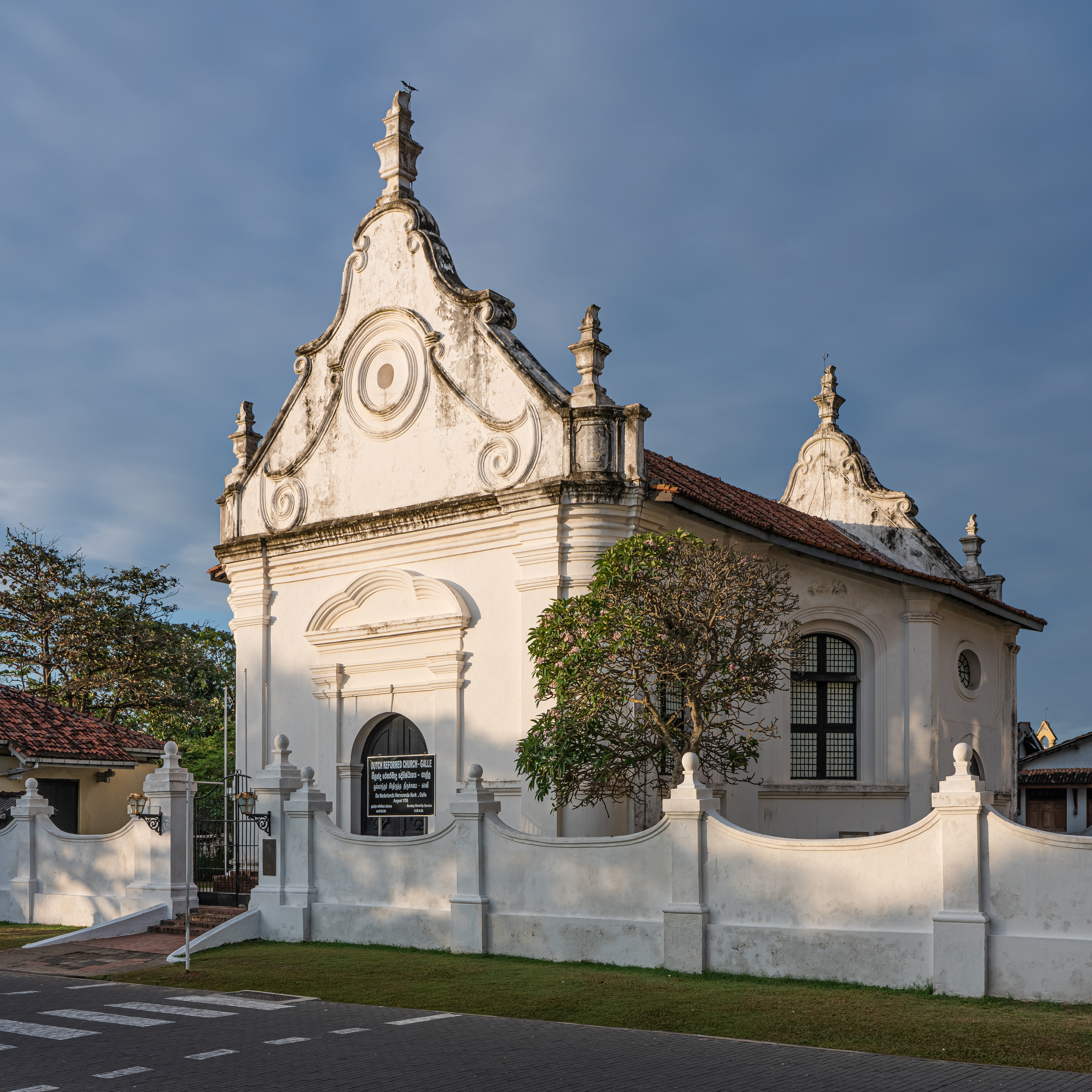
Голландская церковь
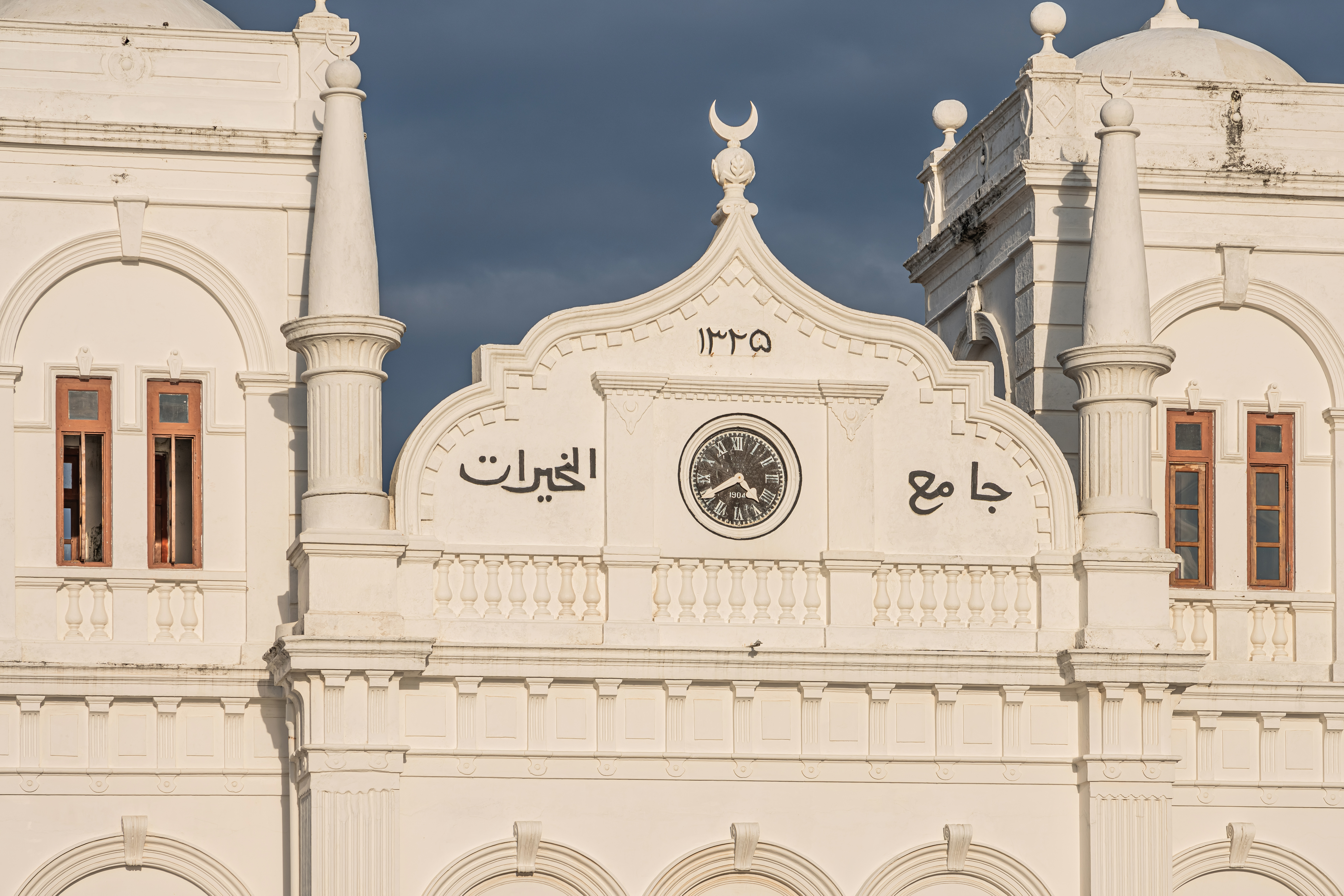
Фрагмент фасада мечети
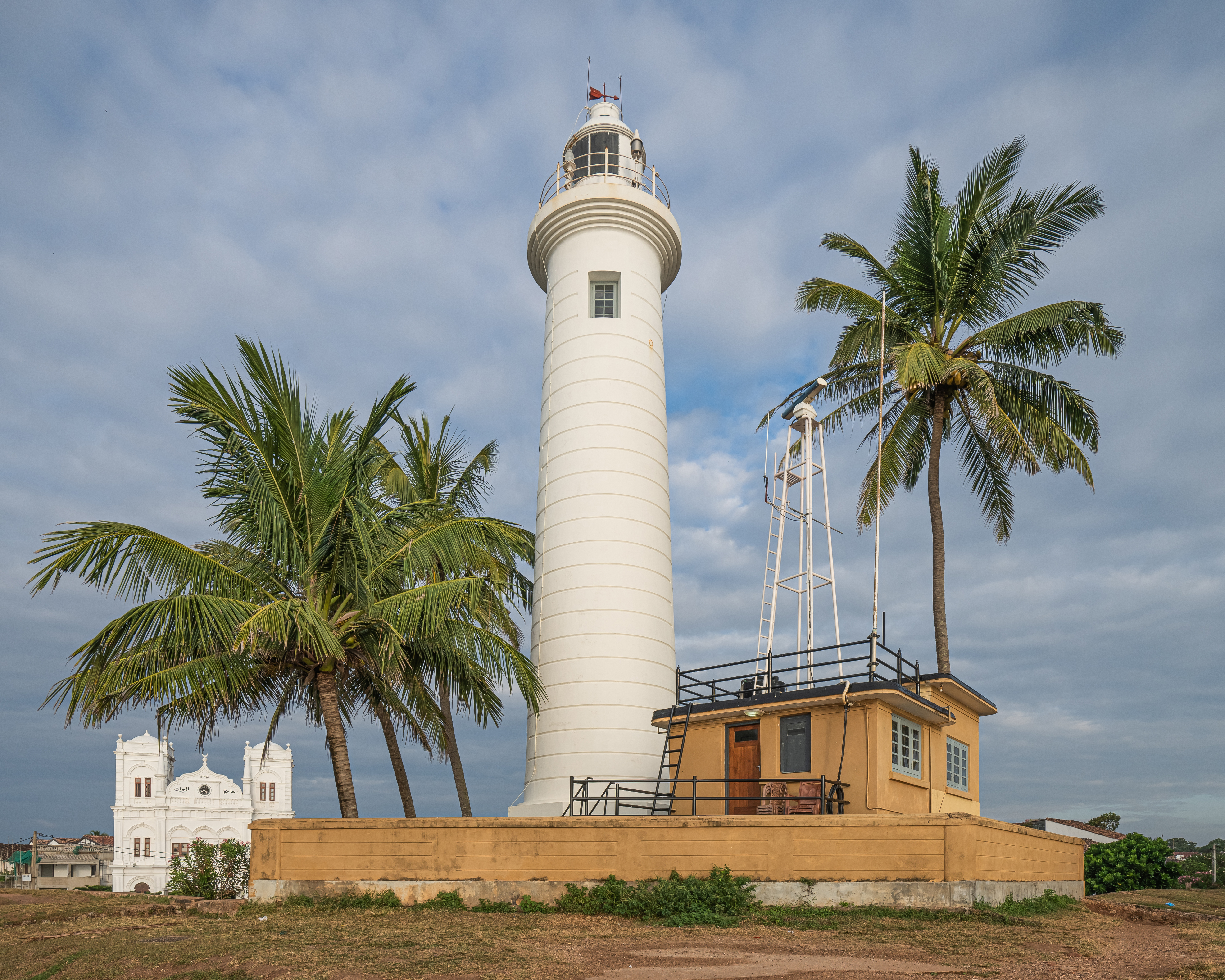
Маяк